# Інститут славістики Львівського національного університету
Інститут славістики  Львівського національного університету – це міждисциплінарна наукова структура, навколо якої згуртувалися фахівці з різних ділянок гуманітарних знань – лінгвістики, літературознавства, фольклористики, етнографії, історії та культури

## Історія

### Передумови та причини створення Інституту
На початку 1980-х років, коли спалахнуло гостре політичне протистояння у тодішній Польській Народній Республіці та проявились яскраві ознаки незадоволення диктатом Кремля з боку інших держав-сателітів Центрально-Східної Європи, радянське керівництво та, зрештою, й широка громадськість зацікавились справжнім станом справ у країнах “соціалістичної співдружності”. Все це стало додатковим стимулом для розвитку славістики. За таких обставин на початку 1981 р. у Львівському державному (тепер – національному) університеті імені Івана Франка на громадських засадах було створено Інститут слов’янознавства, до складу якого увійшли передусім викладачі двох славістичних кафедр – слов’янської філології та історії південних і західних слов’ян, а також працівники інших факультетів, наукова тематика яких має дотичність до славістики. Інститут очолив тодішній ректор університету професор В.Чугайов.
Перед новоутвореним Інститутом стояло завдання координувати славістичні дослідження в рамках університету і залучати до них учених інших вищих навчальних закладів і наукових установ Львова та регіону, налагоджувати та зміцнювати контакти з вітчизняними та зарубіжними славістичними осередками. Двічі на рік проводилися наукові семінари, а також заслуховувалися річні звіти про виконання наукової тематики зі славістики. Цілком зрозуміло, що за часів існування СРСР славістичні дослідження, які здійснювались тодішніх союзних республіках, у тому числі в Україні, були лише складовою частиною радянського слов’янознавства. І лише на початку 1990-х років, після проголошення незалежності України, постало питання про необхідність творення власної національної славістики, а це вимагало глибокого переосмислення попередніх набутків та визначення напрямів і пріоритетів її подальшого розвитку.
На цей час В.Чугайов самоусунувся від керівництва Інститутом. У березні 1992 р. загальні збори славістів обрали директором Інституту славістики доцента В.Чорнія. На той момент головні зусилля дирекції були спрямовані передусім на збереження й оновлення міжвідомчого республіканського (таким тоді був його офіційний статус) наукового збірника “Проблеми слов’янознавства”. Окрім видання збірника, одним із найголовніших науково-організаційних заходів Інституту стали щорічні, починаючи з 1992 р., міжнародні славістичні колоквіуми.
До 1998 р. Інститут славістики існував майже віртуально – у нього не було ні матеріальної бази, ні штатних працівників. Директор Інституту, його заступник та вчений секретар виконували свої обов’язки на громадських засадах. За таких обставин можливості для діяльності установи були дуже обмежені. Зважаючи на це, у червні 1998 р. ректорат університету утворив на історичному факультеті структурну одиницю – Кабінет славістики, виділивши для нього дві ставки – завідуючого кабінетом і лаборанта. Кабінет став організаційною опорою Інституту.
Цього ж 1998 р. Інститут отримав від Міжнародного фонду “Відродження” грант у сумі 4 тис. доларів США для реалізації проекту “Підтримка і розвиток Інституту славістики Львівського державного університету імені Івана Франка” (керівник проекту В.Чорній). На ці кошти було придбано комп’ютерну техніку та декілька наукових та довідкових видань, які становлять матеріальну базу Інституту.

### Наукові проекти
Основними науковими проектами, які розроблялися у цей час, в Інституті славістики були енциклопедичний довідник “Південні та західні слов’яни”, біобібліографічний словник “Львівські славісти” та серія праць, присвячених українсько-слов’янським зв’язкам. Інститут особливо тісно співпрацював з Сербським інститутом у Бауцені (ФРН), результатом чого став вихід посібника з серболужицького народознавства та каталогу серболужицьких книг у львівських бібліотеках.
За ініціативою або ж за участю вчених Інституту славістики відбулися ювілейні конференції, присвячені 200-м роковинам від дня народження П.Й.Шафарика (1995), пам’яті Ф.Ржегоржа (1999) та 150-річчю від дня народження Т.Масарика (2000).
Володимир Павлович Чорній очолював Інститут до березня 2015 р., коли за власним бажанням склав свої посадові повноваження, зосередившись лише на обов’язках професора-консультанта. Восени цього ж року в штатний розпис Інституту були внесені зміни, в результаті яких були виділені дві посади по 0,5 ставки: директора, на яку було призначено доцента кафедри історії Центральної та Східної Європи Шпика Ігоря Євгеновича (за сумісництвом); а також – головного наукового співробітника, що була зайнята старшим викладачем кафедри слов’янської філології Лазор Оксаною Яремівною (за сумісництвом).

### Сьогодення
Сьогодні Інститут славістики – це міждисциплінарна наукова структура, навколо якої згуртувалися фахівці з різних ділянок гуманітарних знань – лінгвістики, літературознавства, фольклористики, етнографії, історії та культури. Сюди належать, передусім, викладачі славістичних кафедр ЛНУ, а також ряд учених інших наукових установ та вищих шкіл Львова.

## Підрозділи

### Кабінет славістики
У червні 2008 р., згідно з рішенням Ректорату університету, у складі історичного факультету було створено міждисциплінарний навчально-науковий структурний підрозділ Кабінет славістики, який став організаційним осередком Інституту славістики. Його штат складається із завідувача та старшого лаборанта. З часу заснування і по теперішній час Кабінетом завідує Романна Бокоч. Старшими лаборантами Кабінету були Марія Файда та Світлана Винниченко, а з грудня 2015 р. на цій посаді працює Оксана Тузик.
Основна діяльність Кабінету спрямована на координацію навчально-методичної і наукової роботи вчених-славістів Львівського національного університету імені Івана Франка з метою поліпшення викладання славістичних дисциплін, а також консультування студентів щодо використання наукових та навчально-методичних видань у процесі вивчення славістичних курсів тощо. Працівники Кабінету надають допомогу Інституту славістики у підготовці до видання наукового збірника “Проблеми слов’янознавства” та організації Міжнародних славістичних колоквіумів.

## Центр сорабістики
Центр сорабістики – неформальне об’єднання славістів (передусім філологів) Львівського національного університету імені Івана Франка, яких цікавлять питання, пов’язані з духовним життям Сербської Лужиці, зв’язками її культури з культурою інших народів, з лужицькими мовами, історією, літературою тощо. Про безперервність та систематичність процесу розвитку сорабістичної науки у Львівському університеті свідчать міжнародні сорабістичні семінари, які регулярно організовуються з 1984 р. За складом своїх учасників сорабістичні семінари виходять за межі заходів локального характеру. Друкованим органом львівських сорабістів є науковий збірник “Питання сорабістики = Prašenja sorabistiki” (спільне видання Львівського національного університету імені Івана Франка і Сербського Інституту в Будишині / Баутцені (ФРН).

### Історія створення

#### ХІХ–ХХ
На зламі ХІХ–ХХ ст. й у міжвоєнне двадцятиліття у галузі сорабістики тут працювали і польські, зокрема Тадеуш Лер-Сплавінський (1891–1965), Вітольд Ташицький (1898–1979), Адам Фішер (1889–1943), і українські дослідники – Іван Франко (1856–1916), Кирило Студинський (1868–1941), Іларіон Свєнціцький (1876–1956).
Значну роль у налагодженні зв’язків львівських сорабістів з Лужицею відіграв відомий чеський славіст Йосеф Пата (1885–1942). Завдяки цьому науковцю, в наукових колах Львова став відомим часопис “Česko-lužický Věstník”, який Йосеф Пата редагував разом із Владіміром Змешкалом (1902–1966). Львівський журнал “Ruch Słowiański” опублікував відгук на це празьке сорабістичне видання (R. II, luty, 1929), чим сприяв ознайомленню з ним також української наукової громадськості.
Водночас чеський учений відзначав у своїх студіях здобутки львівських сорабістів. У статті “Z jihoslovanských ohlasů v lužiském písemnictví” (“З югославських відгуків у лужицькому письменстві”) він писав: “… У Львові працюють професори А. Фішер та В. Ташицький …, з українців – професор К. Студинський…” (Praha, 1937, S. 236.).
Треба відзначити, що більшість праць львівських сорабістів, у тому числі публікації академіка К. Студинського в науково-літературному місячнику “Наша культура”, який виходив українською мовою у Варшаві, були своєрідною підтримкою національних змагань лужицького народу, який у ті роки зазнав найбільшого наступу з боку режиму Третього рейху.

#### Після Другої світової війни
Після Другої світової війни через політику, яку проводили владні структури колишніх Радянського Союзу та Німецької Демократичної Республіки, українські славісти не мали вільного доступу до праць своїх попередників. Вони, фактично, були позбавлені традицій у розвитку наукових взаємин, а відтак, змушені були будувати їх головним чином у руслі тих відносин, що встановилися між СРСР та НДР у 1949–1989 рр.
Після виходу в радянських наукових та науково-популярних виданнях на початку 50-х років кількох публікацій, присвячених історії серболужичан, діяльності окремих представників їхнього культурного й громадського життя, на філологічних факультетах вищих навчальних закладів України викладачі все частіше почали звертатися до верхньо- та нижньолужицької мов, переважно на лекціях та практичних заняттях з курсу “Порівняльна граматика слов’янських мов”. За цю справу взявся, зокрема, Костянтин Трофимович (1923–1993) – викладач Львівського університету імені Івана Франка, який присвятив понад тридцять років свого життя дослідженню та популяризації мови серболужичан, їх літератури та культури. З іменем К. Трофимовича пов’язаний новий етап в історії львівської сорабістики, біля витоків якого поруч з ним були його друзі та однодумці.

#### Кирило Трофимович
Народився К. Трофимович 1 квітня 1923 р. у м. Пінськ Поліського воєводства тодішньої Польщі (тепер Брестська область Республіки Білорусь). Початкову школу, а потім декілька класів гімназії він закінчив у невеличкому містечку Сарни Волинського воєводства (зараз – Рівненська область України). Оскільки війна позбавила його можливості продовжити навчання, повну середню освіту К. Трофимович здобув лише в 1947 р. У вересні цього ж року він став студентом слов’янського відділення філологічного факультету Львівського університету, обравши основною спеціальністю богемістику. У 1952 р. К. Трофимович, закінчивши університет, залишився тут працювати: до вересня 1954 р. – лаборантом та старшим лаборантом кафедри слов’янської філології, а з вересня 1954 р. – викладачем цієї ж кафедри.
До кола наукових інтересів К. Трофимовича увійшли порівняльна граматика слов’янських мов, старослов’янська мова, історія чеської мови. Тоді ж уперше у нього виникло бажання ближче познайомитися з серболужицькою мовою, хоча інтенсивно займатися нею, з огляду на значне основне навантаження, було важко.
28 грудня 1961 р. в Києві, на засіданні ради Секції літературознавства, мистецтвознавства, фольклору і мовознавства при відділенні суспільних наук АН України, К. Трофимович успішно захистив кандидатську дисертацію на тему “Складні слова в чеській мові добілогорського періоду”. 19 січня 1962 р. йому було присвоєно звання кандидата філологічних наук. У лютому 1964 р. К. Трофимович став доцентом кафедри слов’янської філології.
З середини 60-х років ХХ ст. у дослідженнях К. Трофимовича почала переважати сорабістика. Його першими сорабістичними публікаціями були невеликі замітки про лужицький народ, лужицьке культурне, наукове та громадське життя, опубліковані в газетах “Вільна Україна” (22.06.1957), “Літературна газета” (28.06.1957), “За радянську науку” (08.03.1960, 20.06.1960), “Літературна Україна” (01.07.1960).
У 1960 р. на Першій українській республіканській конференції славістів К. Трофимович виступив з доповіддю “До історії формування лужицької іменникової відміни”, де подав результати власного вивчення лужицької пам’ятки “Mały katechismus” Альбіна Моллера, а також опублікував наукову статтю “Категорія особи і живих істот у лужицькій відміні в порівнянні з сусідніми слов’янськими мовами”. Цього ж року він уклав посібник “Практикум з порівняльної граматики слов’янських мов”, у якому відобразив найголовніші процеси праслов’янської мови та характерні фонетичні риси всіх живих слов’янських мов, в тому числі верхньо- та нижньолужицької. Введена до посібника хрестоматійна частина давала змогу студентам-філологам не лише самостійно закріплювати теоретичні знання та оволодівати практичними навичками у застосуванні порівняльно-історичного методу досліджень, а й проводити морфологічний, синтаксичний, словотворчий і лексичний аналізи текстів, зокрема фольклорних, оригінальних та перекладних творів лужицькими мовами.
У середині 60-х років ХХ ст. К. Трофимович почав вивчати питання становлення та розвитку верхньолужицької літературної мови. На той час історія літературних мов як окрема наукова дисципліна лінгвістичного циклу досліджувалася вже у багатьох монографіях, присвячених майже всім слов’янським мовам. І все ж, ретельно опрацювавши матеріал, який його зацікавив, науковець дійшов висновку, що, крім нарисів і статей переважно інформаційного, довідкового характеру та статей з вузьких питань, жодної наукової монографії з обраної ним тематики не існує. З огляду на це, а також на винятковість шляхів розвитку, історія верхньолужицької літературної мови стала для К. Трофимовича об’єктом детального вивчення. В результаті довголітньої роботи 28 грудня 1978 р. ним була захищена докторська дисертація “Становлення та розвиток верхньолужицької літературної мови”.
До захисту цієї дисертації літературною мовою традиційно вважалася мова нації. К. Трофимович довів, що літературна мова може сформуватися й у такій спільноті людей, яка не перетворилася в націю. Він також указав на подібні риси і певні розбіжності, які мають літературна мова нації і літературна мова народності. Серед перших славіст назвав боротьбу за визнання літературної мови як нації, так і народності, існування кодифікованої норми, функціонування вже визнаних літературних мов у сфері науки, художньої літератури, театрального мистецтва, публіцистики, засобів інформації та ін. Серед других – те, що літературна мова народності, на відміну від літературної мови нації, не може бути мовою державного управління і поширюється на різні сфери діяльності людини до певної межі.
Після захисту дисертації К. Трофимович продовжував досліджувати верхньолужицьку літературну мову, займався періодизацією її історії. Цікавила його також мова верхньолужицьких письменників, зокрема М. Горніка та Я. Барта-Чішинського, які своєю творчістю вплинули на формування норм літературної мови. На багатому фактичному матеріалі, почерпнутому з періодичних видань, він також вивчав становлення та формування верхньолужицької термінології.
У травні 1966 р. К. Трофимович уперше відвідав землі серболужичан як учасник ІІ Міжнародної конференції з питань вивчення лужицьких мов, яка відбувалася у Берліні та Будишині/Баутцені і яку організували Інститут славістики АН колишньої НДР, Інститут серболужицького народознавства в Будишині й Серболужицький інститут Лейпцигського університету. Серед 25 заслуханих на конференції доповідей та повідомлень науковців з обох Німеччин, Чехії, Польщі, Югославії, Угорщини, Англії та США прозвучала доповідь “Подібність та відмінність у розвитку відмінювання іменників у лужицькій та українській мовах” українського вченого.
Після наукового форуму К. Трофимович залишився у Лужиці ще на два тижні, протягом яких працював у відділі історії літератури Інституту серболужицького народознавства. Поїздка науковця на лужицькі землі невдовзі дала свої результати. У 1970 р. у видавництві Львівського університету вийшов навчальний посібник К. Трофимовича у співавторстві з В. Моторним “Нариси з історії серболужицької літератури” – стислий курс історії письменства сербів-лужичан як складової частини загальнослов’янського літературного процесу. Історію лужицького письменства автори розділили на чотири періоди: перший – від середини XVI ст. до 40-х років ХІХ ст., другий – від 40-х років ХІХ ст. до кінця Першої світової війни, третій – період між двома світовими війнами, четвертий – 1945–1970 рр. Завершуються “Нариси…” розділом, присвяченим зв’язкам лужицької літератури з українською та російською, і додатком – списком джерел, які б могли допомогти читачеві детальніше зрозуміти історію серболужицької літератури.
“Нариси з історії серболужицької літератури” були схвально сприйняті в Лужиці. В опублікованих рецензіях на книгу підкреслювалося, що вона є ґрунтовною презентацією письменства серболужичан і тенденцій його розвитку, яка свідчить про глибоку підготовчо-дослідницьку роботу авторів. Високу оцінку посібник отримав у рецензіях, вміщених в українських, польських, чеських, російських періодичних виданнях.
У вересні 1977 р. К. Трофимович взяв участь в організованому Інститутом серболужицького народознавства сьомому засіданні комісії словʼянських літературних мов при Міжнародному комітеті славістів. У травні 1991 р. його доповідь заслухали на науковій конференції, присвяченій 40-річчю заснування в Будишині дослідницького сорабістичного центру. У цій ювілейній конференції брав участь також львівський дослідник Тарас Лучук. Згодом участь славістів Львівського університету в наукових заходах, що їх організовував Сербський інститут в Будишині, стала майже традиційною. У різний час з доповідями перед широкою міжнародною аудиторією колег-сорабістів виступали Володимир Моторний, Володимир Чорній, Михайло Гнатюк, Світлана Адаменко, Оксана Лазор, Надія Лобур, Ольга Албул та ін.
У 80–90-х роках ХХ ст. у видавництві Львівського університету побачили світ ще кілька монографій, присвячених сорабістичній проблематиці. Так, у 1987 р. вийшла друком написана К. Трофимовичем та В. Моторним розвідка “Серболужицька література”, в якій автори детально розглянули літературний процес у Лужиці від становлення її письменства і до 80-х років ХХ ст., охарактеризували творчість видатних лужицьких письменників та показали шляхи взаємодії серболужицької літератури з літературами інших слов’янських народів.
Порівняно з посібником “Нариси з історії серболужицької літератури”, це видання містило детальнішу інформацію про сучасні поезію, прозу, драматургію та публіцистику Лужиці, а також відомості про літераторів Юрія Вінара, Бено Шолту, Бено Будара, Юрія Вуєша, Павола Гройліха, Яна Цижа, Юрія Кубаш-Ворклечана, Юрія Кравжу, Павола Фелькеля, Вілєа Беру, Інгрід Нагелову, Лору Коварьову, Яна Ворнара, Кшесчана Кравца, Ангелу Стахову, Марію Кравцец, Томаша Навку, Бенедикта Дирліха, Кату Малінкову та ін., творчість котрих більшою чи меншою мірою збагатила серболужицьку літературу, але була згадана у “Нарисах…” лише побіжно або з певних причин взагалі залишилася поза увагою авторів.
Монографія “Серболужицька література” отримала високу оцінку міжнародної наукової громадськості, а також була відзначена Літературною премією “Домовіни” за 1988 р.
У 1991 р. вийшла друком ще одна сорабістична студія К. Трофимовича і В. Моторного – “Історія серболужицької культури (XVIII–XIX ст.)” – текст лекцій для студентів-славістів, а також для філологів та істориків, які цікавляться проблемами сорабістики. Стисло виклавши історію культурного процесу в слов’янській Лужиці у XVIII–XIX ст., автори відзначили велику роль у розвитку серболужицької культури студентських організацій, інтелігенції, науково-просвітницького товариства “Матиця Сербська”, окремих друкованих органів, зв’язків лужицьких сербів з діячами культури й науки зі слов’янських і неслов’янських країн тощо. Крім того, вони навели ряд фактів, що свідчили про внесок лужичан у культуру слов’янського світу.
У 1993 р. ще одним науковим досягненням К. Трофимовича став виданий у Львові “Українсько-верхньолужицький словник” – на превеликий жаль, остання наукова публікація професора. Готуючи до друку це лексикографічне джерело, автор сподівався, що його використовуватимуть не лише у Львівському університеті, де верхньолужицька мова стала предметом глибокого наукового дослідження та навчальною дисципліною, а й в інших університетах України. На його думку, видання повинно було також допомогти науковцям Лужиці активніше залучати українську мову до своїх славістичних досліджень.
Нині “Українсько-верхньолужицький словник” К. Трофимовича, в якому вміщено 16 тисяч українських заголовних слів з їх основними верхньолужицькими відповідниками, а також подано окремі словосполучення, серед яких через значну різницю у вживанні найбільше представлені поєднання верхньолужицьких числівників з іменниками, успішно використовують у Харкові, Києві, де, за прикладом Львова, викладачі філологічних факультетів університетів вивчають мову й літературу лужичан. Належну оцінку видання отримало у Лужиці, інтерес до нього був і є в провідних університетах Росії та Білорусі тощо.
Свою наукову діяльність К. Трофимович успішно поєднував з навчально-методичною роботою. Запровадження у навчальний процес курсу серболужицької мови, як і інтенсивний розвиток верхньолужицько-українських культурних взаємин у 70–80-ті роки, сприяли підвищенню інтересу студентської молоді до вивчення мов, літератури та культури сербів-лужичан. У зв’язку з цим, на кафедрі слов’янської філології Львівського університету з 1987/88 навчального року був відкритий сорабістичний факультатив, де читають курси серболужицької літератури та проводять заняття з верхньо- та нижньолужицької мов.
Курс верхньолужицької мови та згаданий факультатив дали змогу студентам-славістам поглиблювати свої знання з загального слов’янознавства й успішно використовувати лужицький матеріал для написання курсових і дипломних робіт. У різні роки сорабістичні дипломні дослідження були захищені, зокрема, на кафедрі слов’янської філології та кафедрі нової та новітньої історії Львівського університету. У 1998 р. програма спецкурсу з серболужицької мови, яка викладається на IV та V курсах слов’янського відділення, була затверджена Вченою радою філологічного факультету Львівського університету.
У контексті налагодження та розвитку наукових контактів між Україною та Лужицею не можна не згадати й того факту, що українські сорабісти при написанні своїх дисертацій та інших наукових студій постійно консультувалися з науковими працівниками Сербського інституту в Будишині, працювали в його бібліотечних та архівних фондах, отримували всю необхідну літературу. З 1967 р. українським сорабістам була також надана можливість брати участь у літніх курсах серболужицьких мов, які щодругий рік організовують Сербський інститут у Будишині та Інститут сорабістики Лейпцигського університету. У різні роки слухачами курсів були львівські науковці Костянтин Трофимович, Володимир, Андрій та Олександр Моторні, Оксана Лазор, Світлана Адаменко та Ірина Фрис.
Студенти Львівського університету вперше відвідали Лужицю завдяки культурно-просвітницькій організації “Матиця Сербська”. У вересні 1992 р. її очільники запросили групу студентів Львівського університету, очолювану К. Трофимовичем та В. Моторним, на двотижневе студійно-ознайомче перебування до Верхньої Лужиці. Під час лекційних і практичних занять, розмов з сербами-лужичанами студенти отримали можливість краще пізнати їхню мову, літературу, історію і культуру. Для гостей була організована поїздка у Нижню Лужицю, під час якої вони відвідали лужицьку школу в селі Ральбіцих, Дні культури в містечку Жиджіно тощо.
Ще одним великим досягненням К. Трофимовича та його однодумців у контексті розвитку сорабістики у Львівському університеті стала організація міжнародних сорабістичних семінарів, перший з яких відбувся восени 1984 р. Ця наукова трибуна, відома далеко за межами України, дає змогу науковій громадськості знайомитися з основними проблемами, пріоритетними в сучасній сорабістиці. Семінари збільшили кількість прихильників сорабістики, сприяли появі хвилі сорабістичних публікацій, перекладів, культурних заходів тощо.
Сорабістика посіла належне місце також у міжнародних наукових колоквіумах, які щороку організовує Інститут славістики Львівського національного університету імені Івана Франка. На колоквіумах з доповідями, присвяченими лужицькій мові, історії, літературі та українсько-лужицьким взаєминам, у різний час виступали львівські славісти В. Моторний, В. Чорній, М. Кріль, О. Лазор, С. Адаменко, О. Албул, О. Моторний та інші.
У жовтні 1998 р. увагу до недосліджених сторінок в історії української сорабістики привернула доповідь В. Моторного та О. Лазор “Іван Франко і Лужиця”, виголошена на міжнародному симпозіумі “Українська філологія: школи, постаті, проблеми”. Симпозіум був присвячений 150-річчю створення у Львівському університеті кафедри української словесності. На міжнародній конференції, присвяченій 95-річчю від дня народження професора кафедр російської мови та загального мовознавства Львівського університету Євгена Кротевича, у січні 1997 р. була заслухана спільна доповідь О. Лазор та М. Ярмолюка про проблеми перекладу українською мовою болгарських, верхньолужицьких і польських прийменникових конструкцій.
Доповіді, присвячені серболужицькій мові, літературі, історії та культурі, прозвучали також на славістичній конференції, яка у квітні 1999 р. зібрала у Львові науковців з України, Польщі, Росії, Білорусі, Болгарії, Словаччини, Хорватії тощо. Учасники конференції вшанували пам’ять знаного українського славіста, професора кафедри слов’янської філології Львівського університету імені Івана Франка Костянтина Трофимовича. Сорабістична тематики прозвучала, зокрема, у виступі О. Албул та Л. Васильєвої “К. Трофимович – видатний український славіст”, С. Адаменко “Серболужицькі назви рослин на загальнослов’янському мовному тлі” та у доповіді В. Моторного та О. Лазор про переклади творів слов’янських письменників, у тому числі лужицьких, що були надруковані у галицькій пресі у ХІХ – на початку ХХ ст. Усі згадані доповіді містили нові факти з історії духовного життя лужичан та українсько-лужицьких культурних взаємин.
Зміцнення українсько-серболужицько наукових зв’язків, відносини на офіційному рівні потребували документального оформлення. Першим кроком у цьому напрямі став підписаний 10 жовтня 1991 р. Меморандум про взаєморозуміння та співробітництво в галузі освіти і науки між Львівським державним університетом імені Івана Франка й Інститутом серболужицького народознавства у місті Баутцен (ФРН). Згідно з документом, обидва заклади зобов’язувалися в міру можливостей розвивати прямі контакти та співробітництво між працівниками своїх факультетів, кафедр, відділів, наукових груп. Меморандум передбачав також підписання у перспективі договору про співробітництво та вироблення конкретної робочої програми, в якій узгоджуватимуться теми спільних праць, умови обміну та інші питання, в тому числі фінансові.
Найважливішим документом, який підсумував усе зроблене у напрямі розвитку серболужицько-українських наукових зв’язків, розкрив широкі перспективи на майбутнє, став договір, підписаний 16 вересня 1993 р. ректором Львівського університету Іваном Вакарчуком і директором Сербського інституту в Будишині Дітріхом Шольце. Він складався з восьми статей та підтверджував згоду обох наукових установ продовжувати взаємну співпрацю на наступні п’ять років. До Договору про співробітництво в галузі освіти і науки додавалися конкретні робочі програми на періоди з 1993 по 1995 рр.; з 1996 по 1997 рр.; з 1998 по 2002 рр. і далі на щоп’ять років.
На основі згаданих договору та робочих програм з профілем і тематикою наукових планів кафедри слов’янської філології Львівського університету імені Івана Франка та Сербського інституту в Будишині був узгоджений напрям дисертаційного дослідження “Серболужицька ботанічна номенклатура: її формування та специфіка (на матеріалі назв лікарських рослин)” аспірантки Світлани Адаменко. За підтримки Сербського інституту, який призначив науковим консультантом роботи доктора філологічних наук Гельмута Фаску, та Фундації для серболужицького народу (Załožba za serbski lud = Stiftung für das Sorbische Volk), її дисертація була написана й успішно захищена у травні 1999 р. на засіданні спеціалізованої вченої ради при Інституті мовознавства імені Олександра Потебні НАН України. У 2010 р. кандидатську дисертацію “Лінгвокультурологічний компонент у фразеології верхньолужицької мови” захистив аспірант кафедри слов’янської філології Львівського національного університету імені Івана Франка Олександр Моторний.
Договір про співробітництво між Львівським університетом та Сербським інститутом у Будишині сприяв організації VI–XIV міжнародних сорабістичних семінарів та забезпечив видання наукових збірників “Питання сорабістики”. На підставі окремих його пунктів українські славісти Володимир Моторний, Володимир Чорній, Михайло Гнатюк, Оксана Лазор, Оксана Савка, Наталія Вус та інші отримали можливість стажуватися у Лужиці та працювати в її бібліотеках і архівах. Лужицькі учені також запросили українських сорабістів взяти участь у роботі міжнародної конференції, присвяченої 50-літтю Сербського інституту в Будишині (травень 2001 р.).
У 1997 р. у Львові вийшов посібник з народознавства “Лужицькі серби”, у написанні окремих розділів якої брали участь науковці Львівського університету та Сербського інституту в Будишині. У ньому висвітлене широке коло питань, пов’язаних з історією й сучасним життям лужичан, їхньою мовою, літературою, мистецтвом та духовною культурою. Посібник отримав визнання як в Україні, так і за її межами. У рецензіях наголошувалося, що він став помітним культурним явищем, а також відзначалося його наукове, навчальне й інформативне значення.
До ювілею Сербського інституту в Будишині (травень 2001 р.), українські сорабісти видали каталог  “Сербська Лужиця у Львові”, який охопив дев’ять основних книжкових збірок львівських бібліотек та приватних колекцій. Упорядник каталогу – головний бібліограф Львівської державної обласної універсальної наукової бібліотеки М. Кривенко поклала в його основу такий принцип: “Культура нації визначається також тим, наскільки ця нація цікавиться культурою інших народів”. Бібліограф висловила сподівання, що бібліографічний покажчик дасть змогу сорабістам підсумувати досягнене; зважити й осмислити потреби, можливості та заглянути в майбутнє – поставити завдання на день прийдешній. На її думку, “Сербська Лужиця у Львові” відчутно доповнила культурологічну панораму нашого краю, сформовану кількома поколіннями львів’ян.
Згідно з Договором про співробітництво на 2013–2018 рр., сорабісти України та Лужиці розпочали роботу над новим спільним науковим проектом – оновленням і доповненням “Українсько-верхньолужицького словника” К. Трофимовича та створенням його електронної версії.
З 1999 р. львівські сорабісти структурно інтегрувались в Інститут славістики Львівського університету імені Івана Франка. На даний час дослідження в царині сорабістики продовжують викладачі кафедри слов’янської філології О. Лазор та О. Моторний, а також викладач кафедри світової літератури Я. Кравець.